# Ayuntamiento de Midelburgo
El Ayuntamiento de Midelburgo (en neerlandés: Stadhuis van Middelburg) es un edificio tardomedieval situado en la plaza del Mercado de la ciudad de Midelburgo (provincia de Zelanda, Países Bajos). De estilo gótico brabantino, es considerado uno de los mejores edificios góticos en los Países Bajos, aunque ha sido totalmente reconstruido después de la Segunda Guerra Mundial. 

## Historia
La construcción comenzó en 1452 y fue supervisada por varias generaciones de la familia flamenca de arquitectos Keldermans. La construcción fue terminada en 1520, habiendo recibido el ayuntamiento una fachada con ventanas góticas, persianas de color rojo-blanco, torretas y veinticinco estatuas de condes y condesas de Zelanda. El edificio tiene una torre principal, que los midelburgenses burlonamente llaman Malle Betje, debido a que sus campanas sonaban siempre después de las horas de otra torrede la ciudad, la Lange Jan, el campanario de la abadía de Midelburgo. En el edificio había una sala de subastas de carne o meathall, que tenía una entrada separada. Mientras que el propio Ayuntamiento todavía se utiliza para bodas, desde 2004 sus espacios son usados por la Academia Roosevelt, la universidad local. La antigua sala de la carne ha estado en uso como un espacio de exposición para el SBKM desde 1980.

## Color de las estatuas
Las estatuas de las fachadas representan los condes y condesas de la provincia de Zelanda. Estaba en origen pintadas en colores brillantes, especialmente en rojo y azul, con las coronas parcialmente doradas. Curiosamente, estos colores brillantes parecerían hoy un poco extraños y fuera de contexto, aunque la realidad histórica era mucho más colorida. La serie de estatuas se inicia en la izquierda, con Dirk V de Holanda y Zelanda, que gobernó de 1061 a 1091, y termina con el emperador Karel V (1596-1555). El último titular Filips II (1555-1598) no está incluido, a pesar de que hay un podestal reservado para él. Lo más probable es que fuese debido a la guerra que entabló entre él y los Países Bajos en 1569-1648.

## Reconstrucción
Los interiores del Ayuntamiento se quemaron por completo el 17 de mayo de 1940 durante los bombardeos en la Segunda Guerra Mundial. Al igual que la mayor parte del centro histórico de Midelburgo, el Ayuntamiento sufrió los bombardeos alemanes de la Luftwaffe.  Se perdieron todos las pinturas y documentos antiguos, y solo se mantuvo en pie el exterior. Acabada la guerra comenzó una gran campaña de restauración, que duró hasta casi finales del siglo XX. Se decidió restaurar las fachadas góticas, y agregar un nuevo edificio en el interior, en un estilo apropiado con el edificio gótico tradicional. Los arquitectos H. van Heeswijk,  de La Haya, y M. J. J. van Beveren supervisaron esta reconstrucción.